# Attagenus unicolor
Attagenus unicolor es una especie de coleóptero de la familia Dermestidae.
Mide 2.5–5.5 mm. Se alimenta de material animal y cereales. Los adultos comen polen. Se los encuentra en nidos de aves y roedores, en lugares de almacenaje de alimentos. Originarios del Paleártico (pero no de Europa), ahora están distribuidos por todo el mundo, excepto los polos. En Norteamérica es considerado una de las peores plagas de productos almacenados, también atacan ejemplares de museo.